# Uładzimir Siniakou
Uładzimir Autuchawicz Siniakou (biał. Уладзімір Аўтухавіч Сінякоў, ros. Владимир Евтехович Синяков, Władimir Jewtiechowicz Siniakow; ur. 20 lutego 1947 w Streszynie) – białoruski zootechnik, komunistyczny działacz partyjny i polityk, w latach 2008–2012 deputowany do Izby Reprezentantów Zgromadzenia Narodowego Republiki Białorusi IV kadencji.

## Życiorys
Urodził się 20 lutego 1947 roku w osiedlu typu miejskiego Streszyn, w rejonie żłobińskim obwodu homelskiego Białoruskiej SRR, ZSRR. Ukończył Witebski Instytut Weterynaryjny, uzyskując wykształcenie zootechnika, a także Mińską Wyższą Szkołę Partyjną. Pracował jako kierownik fermy, główny zootechnik kołchozu „1 Maja” w rejonie żłobińskim, w organach radzieckich i partyjnych rejonu żłobińskiego, Homelskim Komitecie Obwodowym Komunistycznej Partii Białorusi (KPB), Komitecie Centralnym KPB. Był pierwszym sekretarzem Połockiego Komitetu Rejonowego KPB, następnie pracował w organizacjach komercyjnych w Mińsku. Pełnił funkcję doradcy prezydenta Białorusi – głównego inspektora ds. obwodu mińskiego. Był naczelnikiem Głównego Urzędu Polityki Kadrowej Administracji Prezydenta Republiki Białorusi.
27 października 2008 roku został deputowanym do Izby Reprezentantów Zgromadzenia Narodowego Republiki Białorusi IV kadencji z Mołodeczańskiego Wiejskiego Okręgu Wyborczego Nr 71. Pełnił w niej funkcję zastępcy przewodniczącego Stałej Komisji ds. Katastrofy Czarnobylskiej, Ekologii i Eksploatacji Przyrody. Od 13 listopada 2008 roku był członkiem Narodowej Grupy Republiki Białorusi w Unii Międzyparlamentarnej.

## Życie prywatne
Uładzimir Siniakou jest żonaty, ma dwoje dzieci.